# 黄兹梁
黄兹梁（1993年11月19日—），出生于马来西亚的槟城。他是一位跳水运动员。
他8岁时，父親希望讓他學習潛水，所以帶他到湖內國際體育競技中心（PISA，现槟城国际会展中心）的游泳馆讓他學習游泳。當時剛好碰上檳城游泳隊伍在訓練，教練認為茲梁非常有天分，而無心插柳之下成為如今大馬的跳水國手。他於2014年夺了英联邦运动会和东南亚运动会男子個人3米跳板金牌。
2015年在東南亞運動會再以雙人10米跳板項目，為馬來西亞奪得金牌。